# Gle Panton Meurante
Gle Panton Meurante är en kulle i Indonesien.   Den ligger i provinsen Aceh, i den västra delen av landet, 1 800 km nordväst om huvudstaden Jakarta. Toppen på Gle Panton Meurante är 107 meter över havet, eller 95 meter över den omgivande terrängen. Bredden vid basen är 9,7 km.
Terrängen runt Gle Panton Meurante är platt. Havet är nära Gle Panton Meurante åt sydväst. Runt Gle Panton Meurante är det ganska glesbefolkat, med 50 invånare per kvadratkilometer. I omgivningarna runt Gle Panton Meurante växer i huvudsak städsegrön lövskog.